# بن أوزوه
بن أوزوه (بالإنجليزية: Ben Uzoh)‏ مواليد 18 مارس 1988 في هيوستن، هو لاعب كرة سلة نيجيري بدأ مسيرته الاحترافية في سنة 2010. يبلغ طوله 6 قدم 3 بوصة (1.9 م). فاز ببطولة أمم أفريقيا لكرة السلة سنة .2015

## فرق لعب لها
- بروكلين نتس
- لوكوموتيف كوبان
- كليفلاند كافالييرز
- تورونتو رابتورز

## إحصائيات المسيرة

### الموسم الاعتيادي
| السنة   | الفريق             | لعب | بدأ | دقيقة | ميداني% | ثلاثية | حرة  | ارتداد | صنع | استلاب | تصدي | نقطة |
| ------- | ------------------ | --- | --- | ----- | ------- | ------ | ---- | ------ | --- | ------ | ---- | ---- |
| 2010–11 | بروكلين نتس        | 42  | 0   | 10.4  | .424    | .375   | .589 | 1.5    | 1.6 | 0.3    | 0.2  | 3.8  |
| 2011–12 | كليفلاند كافالييرز | 2   | 0   | 6.5   | .400    | .000   | .000 | 2.0    | 1.0 | 0.5    | 0.0  | 2.0  |
| 2011–12 | تورونتو رابتورز    | 16  | 8   | 22.3  | .351    | .000   | .579 | 3.9    | 3.7 | 1.0    | 0.2  | 4.8  |
| المسيرة |                    | 60  | 8   | 13.5  | .395    | .333   | .587 | 2.1    | 2.2 | 0.5    | 0.2  | 4.0  |

## روابط خارجية
- بن أوزوه على موقع الاتحاد الدولي لكرة السلة (الإنجليزية)
- بن أوزوه على موقع إن بي أي (الإنجليزية)
- بن أوزوه على موقع سبورتس رفرنس (الإنجليزية)
- بن أوزوه على موقع كرة السلة الأوروبية.كوم (الإنجليزية)
- بن أوزوه على موقع كلية كرة السلة في سبورتس رفرنس.كوم (الإنجليزية)
- بن أوزوه على موقع ريلجم (الإنجليزية)
- بن أوزوه على موقع بروبوليرز (الإنجليزية)
- بن أوزوه على موقع سبورتس رفرنس (الإنجليزية)
- بن أوزوه على موقع سبورتس رفرنس (الإنجليزية)
- بن أوزوه على موقع أوليمبيديا (الإنجليزية)